# Wil Raymakers
Wil Raymakers (Nederland, 1963) is een Nederlandse striptekenaar en illustrator. Hij tekent onder meer Boes, Tom Poes en Woezel en Pip.

## Carrière
Raymakers is de tekenaar van de tekstloze gagstrip Boes, die hij al had bedacht op de middelbare school.
In 1981 verscheen bij uitgeverij Drukwerk de strip Dierenleed die hij samen maakte met de scenaristen Ronald van Deursen en Thijs Wilms; dit bleek een voorloper te zijn van zijn strip Boes. Vanaf begin jaren 80 in de 20e eeuw tekende Raymakers op scenario van Thijs Wilms de strip Boes, die in verschillende kranten, stripbladen en albums werd gepubliceerd. In 1988-1989 werd van deze strip een animatieserie gemaakt.
Het was in 1983 dat Raymakers door Marten Toonder werd benaderd om voor hem te komen werken, maar na enig werk aan Tom Poes besloot Raymakers te kiezen voor zijn eigen strip Boes.
In 1984 ging Raymakers werken bij de Geesink Studio en leidde samen met Louise Geesink de studio. Raymakers werkte onder meer aan Loeki, die in 1986 verscheen in de Okki. 
Uiteindelijk stopte Raymakers met zijn eigen strip Boes halverwege de jaren 90 van de twintigste eeuw, zodat hij zich geheel kon wijden aan het werk van de studio.
In deze periode werkte Raymakers weer samen met Toonder en in 2002 tekende hij in overleg met Toonder de strip Heer Bommel en de Sterritaire Stormloop voor een verzekeraar, gevolgd door een drietal strips voor een farmaceut op scenario van Patty Klein te weten Heer Bommel en de wachtlijsten (2002), Heer Bommel en de Smetvrezers, (2003) en Heer Bommel en de goede gedachte (2004). Ook maakte hij publiciteitstekeningen en boekomslagen met Tom Poes en Heer Bommel.
Op 23 oktober 2006 werd hij lid van de Stichting Toonder Auteursrecht en in 2010 van de Toonder Compagnie, waar hij ook een periode directeur van was.
Het was in 2014 dat Raymakers aan de slag ging als artdirector bij Dromenjager, waar boekjes over Woezel en Pip worden gemaakt.